# 内藤知周
内藤 知周（ないとう ともちか、1914年11月20日 - 1974年5月16日）は、社会運動家で、政治運動家。

## 生涯
出典は『内藤知周著作集』。
神奈川県横須賀市生まれ。1932年神奈川県立横須賀中学校（現・神奈川県立横須賀高等学校）卒業。1937年中央大学専門部法学科卒業。1941年東北帝国大学法文学部経済学科卒業。在学中に学生運動に加わり、1938年に検挙され無期停学。卒業後、繊維需給調整協議会に就職。大日本帝国陸軍自動車第31連隊に召集を受け、中国河北へ。
1946年に復員し、日本共産党に入る。同党山口県委員として徳山市で活躍。1948年同党地方委員・常任委員。1952年同党労対書記・政策委員会書記。1953年同党中央選挙指導部書記。1955年同党関東地方委員会組織部部長。1958年同党中央委員。1959年第5回参議院議員通常選挙広島選挙区にて日本共産党より立候補するも敗退。1961年第8回党大会前の綱領決定のための論争のなかで、構造改革派の春日庄次郎と共に、日本の革命は社会主義革命であるという一段階革命論を主張して脱党し、除名される。
1961年10月社会主義革新運動準備会を結成し、全国委員・事務局長。さらに、統一社会主義同盟（現在のフロント（社会主義同盟）の前身）を結成。1962年第6回参議院議員通常選挙東京選挙区にて立候補するも敗退。1967年に「前衛党」建設問題で分裂。いいだももらと共産主義労働者党を結党。議長に就任する。
ベトナム反戦闘争、学園闘争を通じて構造改革路線が放棄されるに伴い、組織を離れ、1969年労働運動研究所を組織し理事。1970年より協同組合短期大学協同組合科客員教授。1973年廃校と共に退任。1974年5月16日心筋梗塞のため東京慈恵会医科大学附属第三病院にて逝去。

## 著書
- 春日庄次郎編『日本共産党綱領草案への意見書』（分担執筆、新しい時代社、1961年）
- 労働運動研究所編『内藤知周著作集 日本社会主義革命の探求』（亜紀書房、1977年）

## 注
1. ↑  「内藤知周年譜」上掲『内藤知周著作集』555頁参照
2. ↑  以下について、『市民・社会運動人名事典』（日外アソシエーツ編集・発行、1990年）297-298頁参照
3. ↑  内野壮児「内藤知周の横顔 共産主義者の軌跡」『現代の理論 12巻3号』（現代の理論社、1975年3月）119頁参照